# Стратегията на паяка
Стратегията на паяка (на италиански: „Strategia del ragno“) е филм на Бернардо Бертолучи от 1970 година, с участието на Джулио Броджи и Алида Вали.

## В ролите
| Изпълнител       | Роля                                 |
| ---------------- | ------------------------------------ |
| Джулио Броджи    | Атос Маняни (син) Атос Маняни (баща) |
| Алида Вали       | Драйфа                               |
| Тино Скоти       | Коста                                |
| Пипо Кампанини   | Гарибаци                             |
| Франко Джованели | Разори                               |